# Conte di Lovelace
Conte di Lovelace è stato un titolo nobiliare inglese nella Parìa del Regno Unito.

## Storia

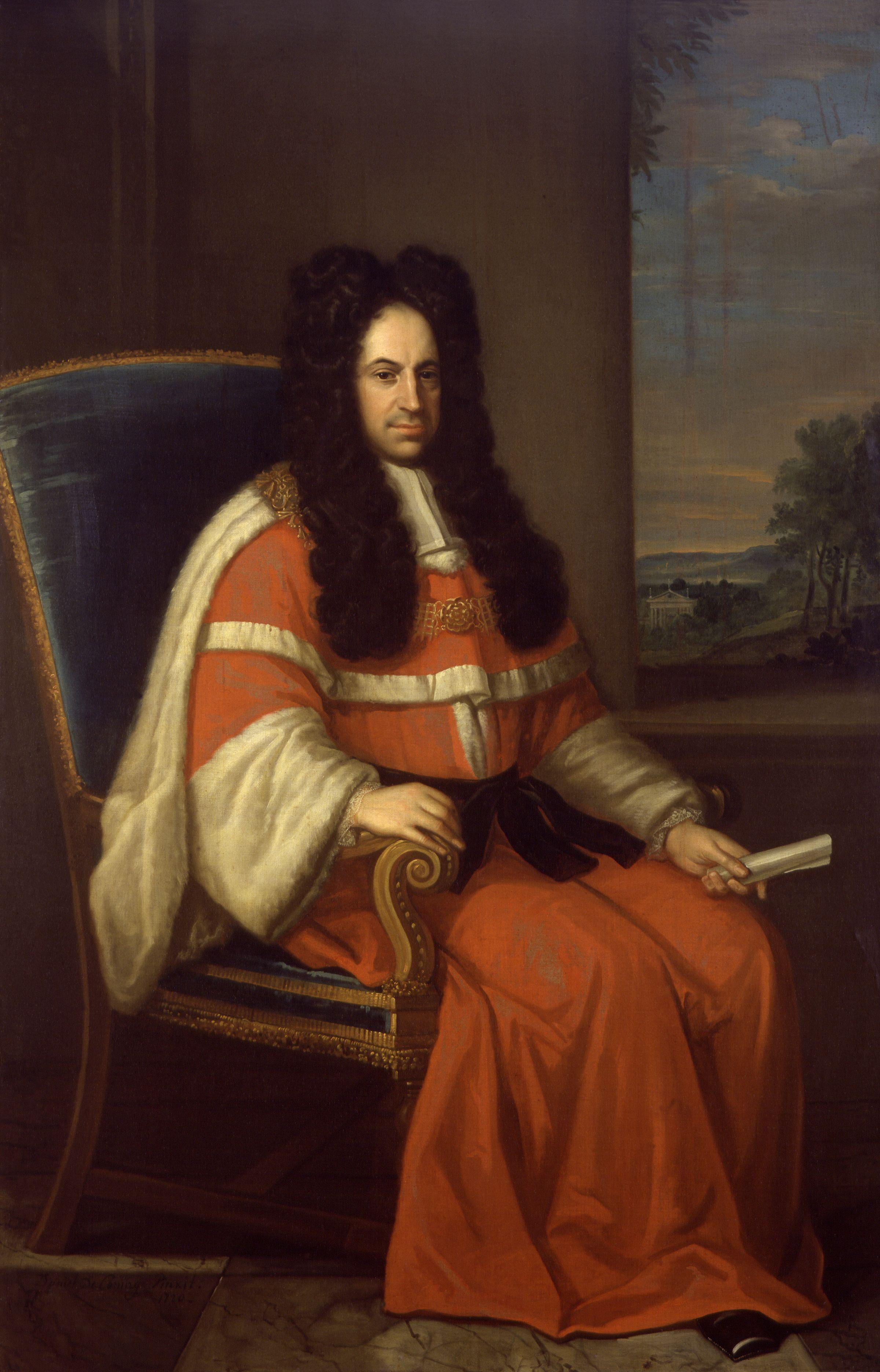
Peter King, I barone King, ritratto con l'abito di Lord Chief Justice of the Common Pleas da Daniel de Coning nel 1720

Il titolo venne creato nel 1838 per William King-Noel, VIII barone King. La famiglia King o Locke King discende da Jerome King, un droghiere di Exeter, e da sua moglie Anne, pronipote del noto filosofo John Locke. Il figlio della coppia, Sir Peter King, noto avvocato e politico, servì come Lord Chief Justice of the Common Pleas dal 1714 al 1725 e come Lord cancelliere dal 1725 al 1733; nel 1725 venne creato Barone King di Ockham nella contea del Surrey, nella Parìa di Gran Bretagna (verbalmente e meno formalmente divenne noto col titolo di Lord King).
Venne succeduto dal primogenito, il II barone, il quale fu parlamentare per le costituenti di Launceston ed Exeter alla Camera dei Comuni e morì a 34 anni. Tutti i suoi fratelli, Peter, William e Thomas, gli succedettero come baroni e quest'ultimo venne infine succeduto dal proprio figlio, il VI barone.
Il figlio di questi, il VII barone, fu un politico whig e scrittore della sua epoca. Alla sua morte, nel 1833, il titolo passò al figlio primogenito, l'VIII barone. Nel 1835 lord King sposò la sua prima moglie (Augusta) Ada Byron, unica figlia del poeta Lord Byron e di sua moglie, l'XI baronessa Wentworth, che era discendente degli estinti Baroni Lovelace. Nel 1838 venne creato Visconte Ockham e Conte di Lovelace nella Parìa del Regno Unito. Venne nominato quindi Lord luogotenente del Surrey dal 1840 al 1893. Ada morì nel 1852, lasciando il marito vedovo. Nel 1860 egli assunse inoltre il cognome di Noel. Nel 1865 si risposò con Jane Crawford Jenkins, dalla quale ebbe un figlio che ereditò poi la contea.
Lord Lovelace acquistò Horsley Towers (oggi un hotel) a East Horsley e fu patrono della chiesa parrocchiale locale, sovvenzionandone la ricostruzione nel 1869. Vent'anni prima della sua morte iniziò a lavorare al mausoleo della sua famiglia all'interno della medesima chiesa, dove egli è ancora oggi sepolto con la seconda moglie. Suo figlio primogenito Byron (King) Noel, visconte Ockham, succedette per breve tempo ai titoli di sua nonna, divenendo XII barone Wentworth, ma premorì ad ogni modo a suo padre nel 1862. Lord Lovelace venne succeduto dal figlio secondogenito.
Quest'ultimo non ebbe eredi maschi e venne succeduto nella baronia di Wentworth da sua figlia Ada King-Milbanke, XIV baronessa Wentworth. Il II conte venne succeduto nei propri titoli dal suo fratellastro. Nel 1895 lord Lovelace ricevette per licenza reale il permesso di usare il cognome e le armi dei Noel, assumendo dal 1908 anche il cognome King con il corrispettivo stemma. Questi prestò servizio nella prima guerra mondiale col grado di maggiore nei Northumberland Fusiliers. Il nipote di quest'ultimo, il V conte, è stato l'ultimo possessore del titolo; succedette a suo padre nel 1964 e morì il 31 gennaio 2018 senza figli. Con la sua morte, i titoli di Conte di Lovelace e Visconte Ockham si sono estinti.
La sede di famiglia era Ockham Park, presso Ockham, nel Surrey, sino a quando la casa non venne distrutta da un incendio rovinoso nel 1948. La sede venne quindi trasferita a Torridon House, presso Torridon, nel Ross-shire; questa casa è stata venduta nel 2008 ed è oggi un hotel.

## Baroni King (1725) (di Ockham)
- Peter King, I barone King (1669–1734)
- John King, II barone King (1706–1740)
- Peter King, III barone King (1709–1754)
- William King, IV barone King (1711–1767)
- Thomas King, V barone King (1712–1779)
- Peter King, VI barone King (1736–1793)
- Peter King, VII barone King (1776–1833)
- William King, VIII barone King (1805–1893) (creato Conte di Lovelace nel 1838)

## Conti di Lovelace (1838)
- William King-Noel, I conte di Lovelace (1805–1893)
  - Byron King-Noel, visconte Ockham (1836–1862); anche XII Barone Wentworth
- Ralph Gordon Noel King, II conte di Lovelace (1839–1906); anche XIII Barone Wentworth. La baronia di Wentworth passò alle sue figlie alla sua morte.
- Lionel Fortescue King, III conte di Lovelace (1865–1929)
- Peter Malcolm King, IV conte di Lovelace (1905–1964)
- Peter Axel William Locke King, V conte di Lovelace (1951–2018)